# NationBuilder
NationBuilder est une entreprise américaine et une plateforme développée pour organiser des campagnes électorales, fondée en 2009. La plateforme permet de gérer un fichier de contacts militants, une campagne de dons et d'animer un site web. 
En 2016, l'outil est utilisé par Donald Trump dans le cadre de sa campagne pour les primaires républicaines aux États-Unis, par Alain Juppé dans le cadre de la primaire de la droite en France ou encore par Jean-Luc Mélenchon et son mouvement La France insoumise dans le cadre de sa candidature à l'élection présidentielle française de 2017. Emmanuel Macron a également eu recours au logiciel dans la campagne qui l’a mené à l’Élysée en 2017.
Dans le cadre de la campagne pour l'élection présidentielle française de 2022, l'outil est utilisé par le mouvement social-démocrate « Engageons-nous » lancé par Laurent Joffrin en juillet 2020, par le mouvement "Nouvelle Société" de Jean-Christophe Cambadélis, par le candidat écologiste Yannick Jadot, et par Fabien Roussel, candidat du Parti communiste français.
Le mardi 30 novembre 2021, Éric Zemmour dévoile sa candidature aux élections présidentielles française de 2022, son site de campagne est hébergé par NationBuilder. Celui-ci ne faisant partie d'aucun parti politique, l'association des amis d'Éric Zemmour a été chargée de l'éditer.
Le Parti communiste français (PCF), le Parti socialiste (PS), Reconquête, L'Après et l'Union des droites pour la République (UDR) utilise cette plateforme pour héberger leurs sites internet,,,,.